# Peter Pan’s Flight
Peter Pan's Flight ist eine Themenfahrt in den Disney Freizeitparks Disneyland (Disneyland Resort) (Anaheim, Kalifornien, USA), Magic Kingdom (Walt Disney World) (Orlando, Florida, USA), Tokyo Disneyland (Tokyo Disney Resort) (Tokio, Japan), Disneyland Park (Disneyland Paris) (Paris, Frankreich) und Shanghai Disneyland (Shanghai Disney Resort) (Shanghai, China). Die Geschichte basiert auf Walt Disneys Peter Pan, der Zeichentrickfilmversion der klassischen Peter-Pan-Geschichte von J. M. Barrie aus dem Jahr 1953. Fünf der sechs Disney Themenparks verfügen über diese Attraktion, die jeweils im Fantasyland zu finden ist. Die Besucher „fliegen“ in kleinen Booten für 2–4 Personen durch die Themenfahrt, indem diese durch eine Schiene an der Decke die Strecke entlanggeführt werden.

## Geschichte

### Disneyland Park (Disneyland Resort) in Anaheim, Kalifornien, USA
Die erste Version von „Peter Pan’s Flight“ wurde am Eröffnungstag des Disneyland im Juli 1955 eröffnet. Diese Version der Attraktion war die kürzeste und enthielt wenige animierten Figuren. Die Warteschlange verlief größtenteils im Außenbereich und die Außenfassade der Attraktion ähnelte einem farbenfrohen mittelalterlichen Turnierzelt, das mit Streifen und dekorativen Schilden verziert war. Wie bei den Fantasyland Fahrgeschäften „Snow White and her Adventures“ und „Mr. Toad’s Wild Ride“ bestiegen die Gäste die Fahrgeschäfte vor einem großen Wandgemälde, das mit Charakteren und Schauplätzen aus dem Film geschmückt war, auf dem das Fahrgeschäft basierte. Peter Pan selbst tauchte im ursprünglichen Fahrgeschäft nicht auf (abgesehen von seiner Darstellung auf dem Wandgemälde). Das lag an dem ursprünglichen Gedanken der Attraktion, dass die Gäste durch das Fahrgeschäft fliegen konnten, als wären sie selbst Peter Pan. Die meisten Gäste verstanden dieses Konzept jedoch nicht und fragten sich, warum Peter Pan nicht in der Attraktion zu sehen war. Ebenso waren die Darling-Kinder, die Lost Boys, die Meerjungfrauen und die amerikanischen Ureinwohner (abgesehen von einer gefangenen Tigerlilie in der Schlussszene) in der Attraktion nicht zu sehen. Die Peter-Pan-Attraktion von 1955 legte den Grundstein für die Grundstruktur mit drei Akten, an der die meisten nachfolgenden Versionen des Fahrgeschäfts festhielten. Nach der ersten kurzen Szene im Darling-Kindergarten segelten die Gäste über die Londoner Skyline und Nimmerland und schließlich in den höhlenartigen Schädelfelsen, wo ein Schwert schwingender Captain Hook dem unbeholfenen Mr. Smee befahl, vorbeifliegende Reiter abzuschießen. Der letzte Anblick in der Attraktion war Tick Tock, das Krokodil, das die Gäste aufmerksam mit offenem Mund anstarrte, kurz bevor sie den Schauplatz durch eine als Wasserfall getarnte Tür verließen und zur Ladefläche zurückkehrten.
Die erste Version der Attraktion existierte im Disneyland bis 1982, als sie im Rahmen der umfassenden Neugestaltung des New Fantasyland geschlossen wurde. Einige der Fahrgeschäfte wurden verlegt, um Platz für erweiterte Versionen bestehender Fahrgeschäfte und die Hinzufügung einer neuen Attraktion zu schaffen. Das neue Fantasyland ähnelte eher einem rustikalen Alpendorf als einem mittelalterlichen Jahrmarkt. Peter Pans Flug zeigte weiterhin ein farbenfrohes Wandgemälde, das die Charaktere aus dem Film darstellt und Peter Pan wurde in verschiedene Szenen eingefügt, darunter eine Audio-Animatronik-Version von ihm. Das ursprüngliche Piratenschiff-Restaurant und der Schädelfelsen wurden entfernt und die Takelage, Laternen und andere Requisiten des Restaurants wurden zu Peter Pans Flug hinzugefügt. Als Teil des neuen Umbaus wurden Szenen aus der Florida-Fahrt in Disneyland hinzugefügt, darunter das Piratenschiffdeck, auf dem sich Peter Pan und Captain Hook auf der Spitze des Schiffes duellieren. Nur wenige Szenen sind in den beiden Fassungen identisch, aber dennoch sehr ähnlich. Das neue Disneyland-Fahrgeschäft wurde am 25. Mai 1983 als Teil von New Fantasyland eröffnet. Diese deutlich verbesserte Version ist weitgehend die Version von heute.
Nachdem die Gäste durch die Warteschlange gegangen sind, besteigen sie eine Miniaturgaleone für 2–3 Passagiere, die an einer Schiene hängt, um das Gefühl zu verstärken, durch die Luft zu fliegen. Das Schiff verlässt den Ladebereich und fliegt durch das Kinderzimmer der Darlings, vorbei an Nana, dem Kindermädchen des Bernhardinerhundes, neben einigen Spielzeugblöcken, die rückwärts gelesen „D1SN3Y“ bedeuten. Wendy, John und Michael Darling liegen auf dem Bett und Peter Pans Schatten sieht man an der Wand. Die Gäste hören, wie Peter Pan sagt: „Kommt alle zusammen! Los geht’s!“ Zu diesem Zeitpunkt fliegt das Schiff aus dem Fenster des Kinderzimmers und über London. Überall funkeln die Lichter von Tinker Bell. Unten sehen Sie Miniaturversionen einiger berühmter Wahrzeichen Londons, darunter die St. Paul’s Cathedral, Big Ben, die Tower Bridge und die Themse. Dann erreichen die fliegenden Schiffe „am zweiten Stern rechts vorbei und geradeaus bis zum Morgen“ Neverland, wo die Gäste einige seiner Wahrzeichen passieren, darunter das Indianerdorf, einen leuchtenden Vulkan, einen riesigen Oktopus, drei bunte Fische, Das Lost Boys' Camp, Mermaid Lagoon und Skull Rock. Hier treffen die Gäste neben Peter und den Darlings auf einige der berühmtesten Bewohner von Neverland, darunter Prinzessin Tiger Lily, Mr. Smee, Tick-Tock das Krokodil und Peter Pans Erzrivale Captain Hook.
Am 2. Februar 2015 wurde die Attraktion wegen Renovierungsarbeiten geschlossen. Die Wiedereröffnung fand am 1. Juli 2015 statt. Neue Audio-Animatronik Figuren von Wendy, John und Michael fliegen jetzt über Johns Bett im Kinderzimmer (zuvor saßen John und Michael in Johns Bett, mit Wendy, die neben ihnen auf einem Stuhl sitzt). Den London- und Nimmerland-Szenen wurden außerdem neue Spezialeffekte hinzugefügt.

### Magic Kingdom (Walt Disney World) in Orlando, Florida, USA

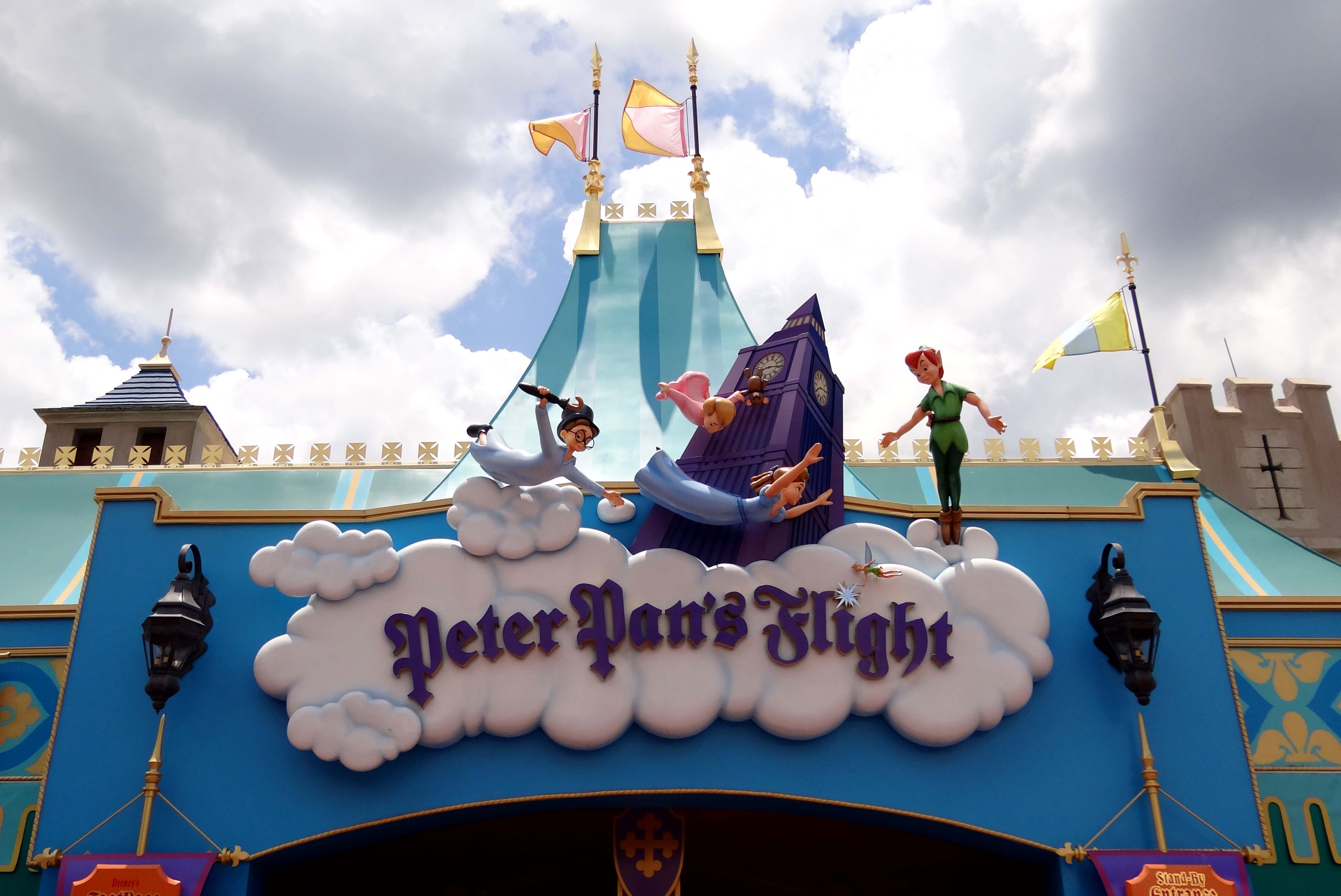
Peter Pan's Flight im Magic Kingdom

Die Walt Disney World-Version von „Peter Pan’s Flight“, die zwei Tage nach der großen Eröffnung des Parks am 3. Oktober 1971 eröffnet wurde, fügte Szenen mit Peter Pan hinzu und weitere Audio-Animatronic-Figuren. Der Lade-/Entladebereich verfügt über bewegliche Rampen im Omnimover-Stil, wie sie im Haunted Mansion zu finden sind, um einen reibungsloseren Verkehrsfluss zu ermöglichen. Die Szenen im Fahrgeschäft sind größer und enthalten Audio-Animatronik-Figuren. Es werden Audio- und Soundeffekte aus der Disneyland-Version von 1955 verwendet. Gleich zu Beginn des Kinderzimmers ist eine Spiel-Teeparty mit zwei berühmten Spielzeugen, Raggedy Ann und Andy, zu sehen. Das Lost Boys Camp und die Mermaid Lagoon sind jetzt Teil der Never Land-Szene. Außerdem ist Captain Hooks 48 Fuß langes Piratenschiff enthalten, komplett mit Deck, Masten, Segeln und Takelage. Die Gäste sehen, wie Captain Hook und Peter Pan sich auf dem Großsegel einen Nahkampf liefern, während die Jungs am Mast festgebunden werden und Wendy dabei ist, über die Planke zu gehen. Anschließend sehen die Gäste Peter Pan und die Darlings in siegreicher Pose auf dem Schiff, bereit, in den Himmel zurück nach London zu segeln.
Im Jahr 2014 wurde diese Version um eine aktualisierte Warteschlange im Innenbereich erweitert. Die neue Warteschlange beginnt mit dem Betreten eines Korridors mit interaktiven Wandgemälden und führt die Gäste dann in die Residenz der Familie Darling, wobei ein besonderer Schwerpunkt auf dem Kindergarten liegt. Diese Warteschlange zeichnet sich durch eine extrem hohe Liebe zum Detail aus.

### Tokyo Disneyland (Tokyo Disney Resort) in Tokio, Japan
„Peter Pan’s Flight“ wurde im Tokyo Disneyland im Jahr 1983 eröffnet und ähnelt in stark der Magic Kingdom Version. Anfang 2016 wurde die Attraktion renoviert und mit neuen digitalen Effekten ausgestattet. Es wurde eine neue Neverland-Szene hinzugefügt, in der die Gäste nun nachts über die Insel Neverland fliegen, bevor sie am Versteck der Lost Boys, der Mermaid Lagoon und dem Indianerlager vorbeifliegen.

### Disneyland Park (Disneyland Paris) in Paris, Frankreich

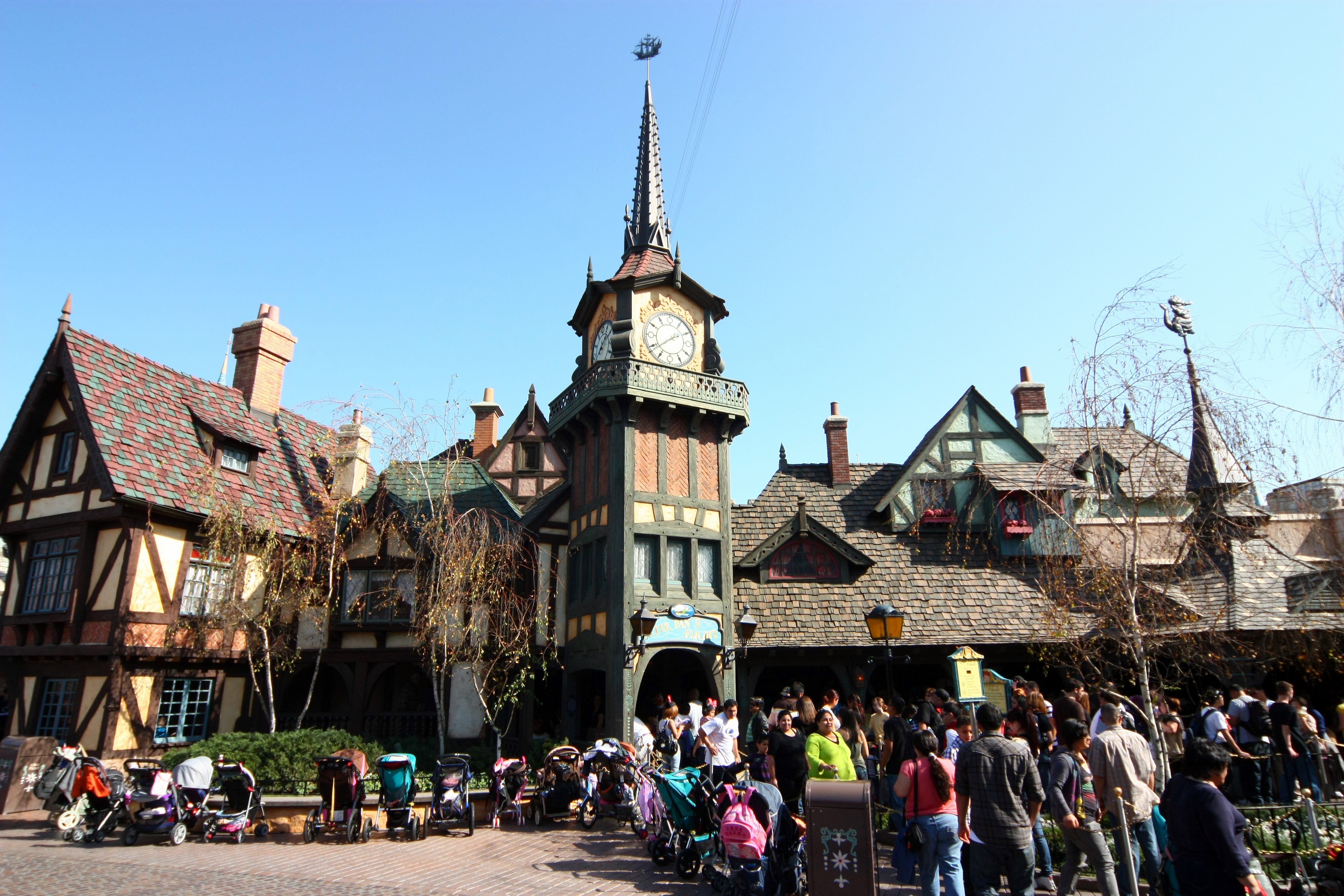
Peter Pan's Flight im Disneyland Park (Disneyland Paris)

„Peter Pan’s Flight“ ist eine der beliebtesten Attraktionen im Disneyland Paris und wurde gemeinsam am 12. April 1992 mit dem Disneyland Paris eröffnet. Diese Version ist etwas länger als die Version im Disneyland in Anaheim, eine Fahrt dauert ca. 2:30 Minuten. Der Hersteller der Attraktion ist Intamin. Die Attraktion beginnt mit einer Fahrt durch das Kinderzimmer von Wendy, John und Michael Darling und anschließend mit einem Flug über London bei Nacht. Weiter geht der Flug über Neverland über den großen Vulkan der Insel. In der nächsten Szene sieht man, wie Peter Pan mit Captain Hook auf seinem Schiff kämpft und den Kampf gewinnt. Abschließend fährt man durch weitere kurze Szenen, bevor die Fahrt mit der Meerjungfrauen Szene endet.

### Shanghai Disneyland (Shanghai Disneyland Resort) in Shanghai, China

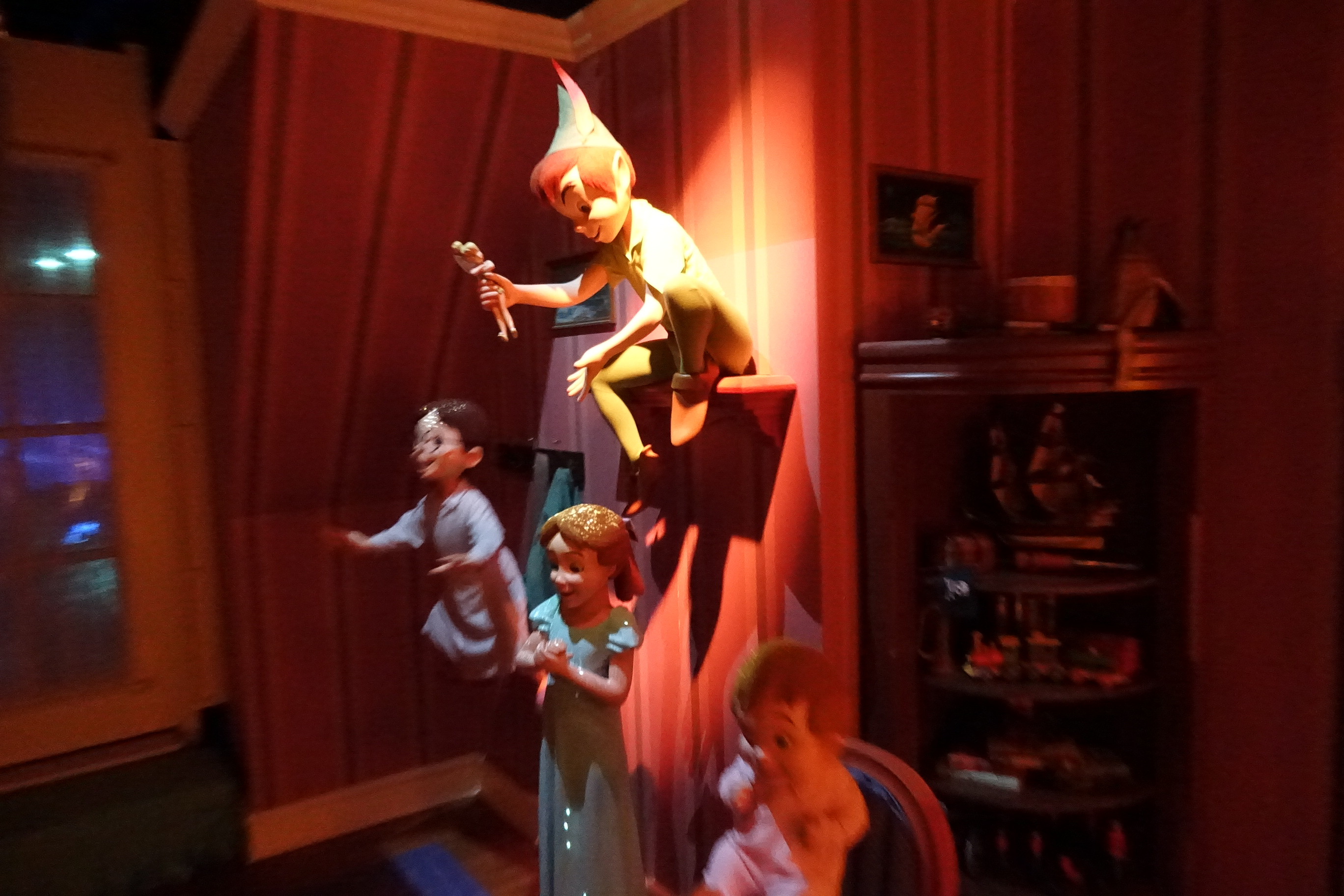
Peter Pan's Flight im Shanghai Disneyland

„Peter Pan’s Flight“ wurde am 16. Juni 2016 gemeinsam mit der Eröffnung von Shanghai Disneyland eröffnet. Im Gegensatz zu vorherigen Versionen verfügt diese Version über Fahrzeuge für vier statt zwei Personen. Diese Fahrzeuge können im Gegensatz zu vorherigen Versionen auch anhalten und die Geschwindigkeit ändern. Die Fahrt enthält auch verbesserte Versionen von Szenen aus früheren Iterationen sowie neue Szenen, wie zum Beispiel einen „Spritzer“ in den Skull Rock.
- Disneyland  – Peter Pan's Flight[1]
- Magic Kingdom – Peter Pan's Flight[2]
- Tokyo Disneyland – Peter Pan's Flight[3]
- Disneyland Park (Paris) – Peter Pan's Flight[4]
- Shanghai Disneyland – Peter Pan's Flight[5]

## Videos
- Disneyland – Peter Pan's Flight[15]
- Magic Kingdom – Peter Pan's Flight[16]
- Tokyo Disneyland – Peter Pan's Flight[17]
- Disneyland Park (Paris) – Peter Pan's Flight[18]
- Shanghai Disneyland – Peter Pan's Flight[19]